# Тютюнопаління

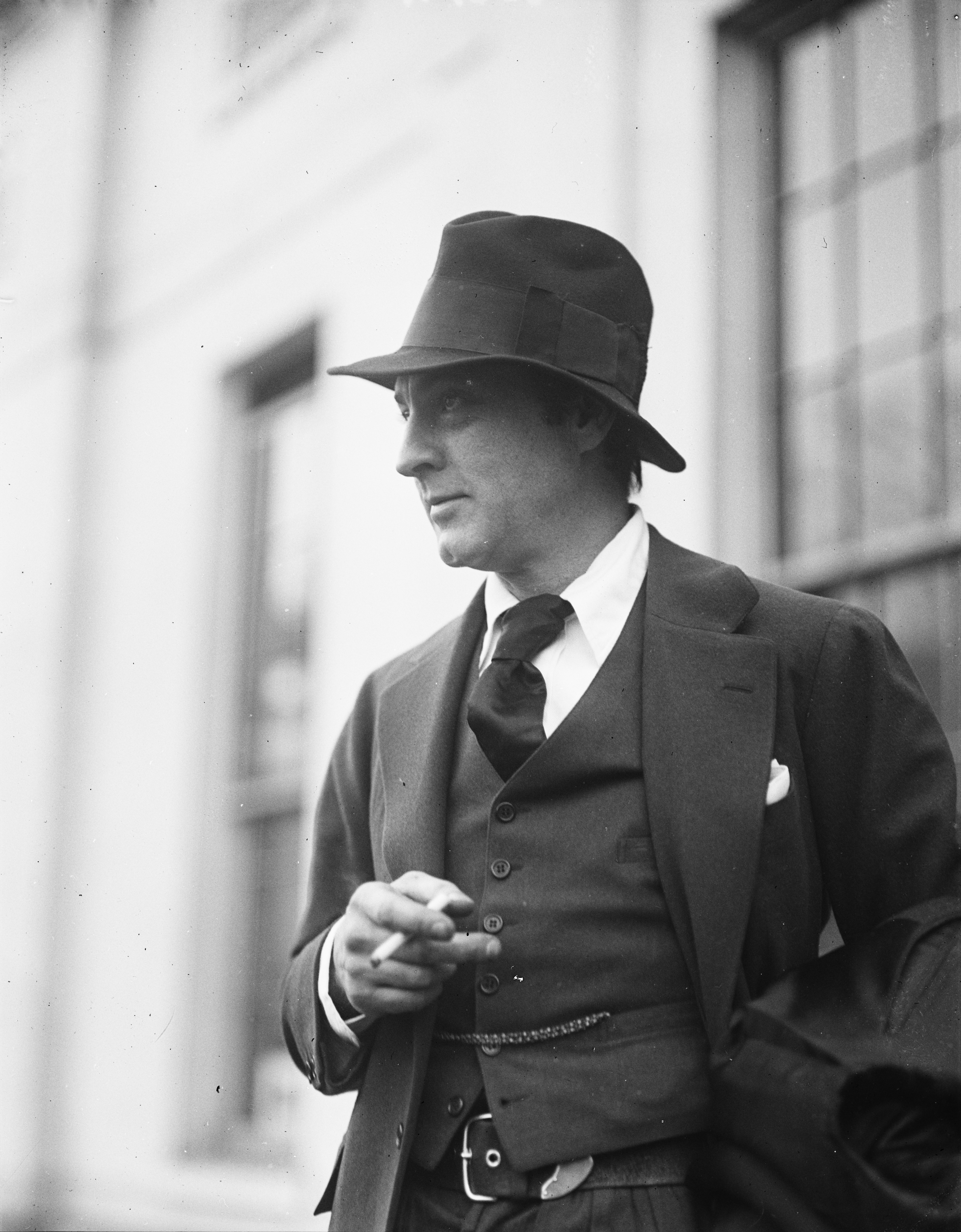
Один з найвідоміших курців у поп-культурі Шерлок Холмс.

Тютюнопалíння (або куріння) — набута шкідлива звичка вдихання диму тліючого висушеного листя тютюну. Найважливішим компонентом тютюнового диму є нікотин. Регулярне вживання нікотину викликає тютюнову залежність. Тривале і часте паління тютюну завдає значної шкоди здоров'ю курців, та оточуючих їх людей, що не палять i тварин.
Від хвороб, розвиток яких є наслідком тютюнопаління, щорічно помирає 5,4 млн осіб. Тобто 1 з 10 смертей у світі спричинена саме вживанням тютюнових виробів.

## Історія
Звичка куріння виникла ще з 2000 року до нашої ери, коли американські індіанці вдихали дим, що виникав при розпалюванні листків рослини Nicotiana tabacum (тютюн справжній).
12 жовтня 1492 року іспанська флотилія, яку очолював Христофор Колумб, припливла до невідомого острова, який вони вважали східним берегом Індії. Коли члени екіпажу висадилися на сушу, їх зустріли місцеві жителі — аборигени, які випускали з рота дим, після того як втягували його з рулонів скрученого тютюнового листя. Ці рулони іспанці називали «сигаро». Куріння було невіддільною частиною релігійних церемоній аборигенів. Вони вдихали дим і випускали його через ніздрі доти, поки з ними не починав спілкуватися «Великий Дух».
Коли експедиція повернулась додому, то серед багатьох дивовижних подарунків, привезених з Нового Світу, було і листя тютюну. Родріго де Херес — Перший європейський курець, матрос з команди Христофора Колумба, був заарештований за підозрою в одержимості дияволом, оскільки співвітчизники вирішили, що дим, що виходив із рота Родріго — явна ознака одержимості дияволом. Хереса посадили у в'язницю, де він пробув цілих сім років, поки його не випустили у зв'язку з тим, що куріння тютюну легалізували на всій території Іспанії.
Європа в різний час по-різному ставилася до тютюну і куріння. Спочатку цій рослині приписували дивовижні цілющі властивості. Наприклад, французький посол Жан Ніко (від його імені походить слово «нікотин») приписав нюхання тютюну французькій королеві, як засіб від головного болю. В Англії, під час епідемії чуми, тютюн змушували курити для профілактики.
У 1571 році іспанський лікар Ніколас Мондарес написав книгу про цілющі властивості тютюну, в якій описав 36 хвороб, від яких лікує тютюн.
Проте йшов час, і люди стали помічати негативну дію тютюну, особливо те, що він викликає залежність. У різних країнах почалися заборони на куріння.
У 1680 році король Франції Людовик XIV видав наказ, згідно з яким торгівля тютюном дозволялася виключно аптекарям. В цьому ж році в Туреччині вийшов закон султана Мурада IV про смертну кару за куріння. Там за цей злочин саджали на кілок.
В Англії в XVI столітті курцям відрубували голови і виставляли їх на площі з люльками в роті. У Персії — виривали ніздрі.
В Італії вживання тютюну вважалося диявольською звичкою і курців відлучали від Церкви. А одного разу був випадок, коли п'ятьох монахів, яких звинуватили у курінні, замурували живцем у стіну як урок для нащадків.
У царській Росії до тютюнопаління ставилися також негативно. Особливо після того, як у 1634 році, внаслідок паління, згоріла дерев'яна Москва.
Цар Олексій Романов наказав катувати тих, у кого буде знайдений тютюн, бити батогом на «козі» доти, поки не скажуть, де взяли бісівське зілля. В інший період історії курцям відрізали носи і відсилали на каторгу до Сибіру.
Амністію для тютюну ввів цар Петро I після поїздки до Голландії. Відтоді справа вирощування тютюну стала державною і оскарженню не підлягала.
Звичка куріння стала поширюватися Європейським та Азійським континентами, періодично
збільшуючись під час війн та стресових ситуацій. (слова з пісні: «А тютюн та люлька козаку в дорозі знадобиться».)
«Тютюн заважає розумовому розвитку та одурює народ»
Оноре де Бальзак
Через 100 років після Бальзака в XX столітті Адольф Гітлер, описував у "Майн Кампф" принципи окупаційної діяльності на Сході: «Для них, слов'ян, жодних щеплень, жодної гігієни. Лише горілка і тютюн».

## Сучасна ситуація

Країни світу за споживанням сигарет на душу населення (тільки дорослі, дані за 2016 рік)

### Факти про куріння
- На нашій планеті палять приблизно 1,1 мільярд людей[7].
- Кожні 6 секунд у світі через тютюн вмирає приблизно одна людина, тобто відбувається кожен десятий випадок смерті серед дорослих.
- За 1 секунду на Землі викурюється 300 000 сигарет.
- Тютюн вбиває майже половину людей, які його споживають[8].
- Щорічно від паління вмирає 7,7 мільйонів людей[7], із яких понад 5 мільйонів випадків відбувається серед споживачів і колишніх споживачів тютюну, і більше 600 000 — серед некурців, що зазнають впливу вторинного тютюнового диму.[8]
- Загальна маса недопалків на планеті за 1 рік становить 2 520 000 тонн.

### «Тютюнова» статистика Європи
Згідно з дослідженнями соціологічного центру Єврокомісії «Євробарометра», опублікованого напередодні Всесвітнього дня без тютюну 2010 року, найзавзятіші курці в Європі — греки та кіпріоти. Так, в середньому кіпріоти викурюють по 21,7 сигарети на день. Греки посідають перше місце в Європі за процентним відношенням курців до загальної кількості громадян країни — 42 %, при тому, що для Євросоюзу цей показник в середньому становить 29 %. Встановлено, що середньостатистичний курець в ЄС викурює 14 сигарет на день. При цьому тютюн стає причиною смерті половини курців. За словами єврокомісара з охорони здоров'я і захисту прав споживачів Джона Даллі, тютюн вбиває 650 тисяч європейців щороку.

### «Тютюнова» статистика України
- В Україні щоденно курить 42 % дорослих чоловіків і 9 % дорослих жінок[10][11]; серед молоді курить 45 % юнаків і 35 % дівчат[12];
- 68 % курців заявили, що зацікавлені у відмові від куріння, а серед тих, хто будь-коли курив щодня, 26 % вже є колишніми курцями;
- Понад 90 % населення України підтримує заборону куріння на всіх робочих місцях;
- Підтримка повної заборони реклами тютюну серед населення — 70 %;
- 31 % вважає, що куріння кальяну призводить до серйозних захворювань;
- Всього в країні нараховується близько 6,2 мільйонів активних курців, що складають третину всього працездатного населення країни;
- Україна посідає 17 місце в списку країн-лідерів за кількістю курців;
- Щорічно до числа курців долучаються не менш 100 000 українців;
- Кожен четвертий підліток в Україні викурює першу сигарету у віці 10 років;
- Україна є другою країною у світі (після Чилі), де у віці 13-15 років курять більше 30 % юнаків і дівчат;
- Україна займає ІІ місце за кількістю викурених сигарет на одного громадянина. На кожного українця припадає понад 2500 сигарет — майже 7 щоденно;
- Щорічні економічні збитки України від тютюнопаління складають близько 3 мільярдів доларів[13];
- За офіційною статистикою в Україні щороку від хвороб пов'язаних з курінням помирає 120 тисяч чоловік.

Поширеність щоденного куріння за останні 5 років в Україні суттєво зменшилась. Так, у 2005 році щоденно палили 62 % чоловіків (від 15 років і старше), а в 2015 вже 42 %. Кількість жінок-курців скоротилася майже вдвічі — з 17 % до 9 %. А ще український курець витрачає на цигарки 8 тисяч гривень в рік. До прикладу, за ці кошти одна людина може поїхати на море в Єгипет.
За даними ВООЗ та МОЗ України
Дослідження показує: якщо молодь віком 12-17 років віку палить, то ймовірність вживання ними героїну у 12 разів, а кокаїну у 51 раз вища, ніж у тих, хто не палить.
Якщо молодь 12-17-літнього віку випалює більше пачки сигарет, то ймовірність вживання ними героїну вища у 51 раз, а кокаїну у 106 разів.

## Шкідливість

### Біохімія тютюнового диму і дія його на організм
При курінні відбувається суха дистиляція і неповне згоряння висушених тютюнових листків незалежно від того, використовують їх в натуральному вигляді (скручена в трубочку), в сигареті чи в сигареті і в трубці. При повільному згорянні виділяється дим, що є неоднорідною (гетерогенною) сумішшю, що складається в середньому з 60 % різних газів і 40 % мікроскопічних дьогтевих крапель (аерозолі). В газовій фракції диму міститься, крім азоту (59 %), кисню (13,4 %), ще й оксид вуглецю (IV) (13,6 %), оксид вуглецю (II) (4 %), водяна пара (1,2 %), ціаністий водень (0,1 %), оксиди азоту, акролеїн та інші речовини. Аерозольна фракція диму включає воду (1,4 %), гліцерин та спирти (0,1 %), альдегіди і кетони (0,1 %), вуглеводні (0,1 %), феноли (0,003 %), нікотин (0,002 %) та ін.
За основною дією, шкідливі речовини, що містяться в тютюновому димі й впливають на організм, об'єднані в 4 групи: 1) канцерогенні речовини; 2) подразнюючі речовини; 3) отруйні гази; 4) отруйні алкалоїди.
Канцерогенні речовини: ароматичні вуглеводні, бензпірен, феноли, органічні сполуки (нітрозамін, гідразин, вінілхлорид, толуідин та ін.), неорганічні сполуки миш'яку та кадмію, радіоактивні полоній, олово та вісмут — 210.
Подразнюючі речовини: ненасичений альдегід — пропеналь (акролеїн), оксид вуглецю (II).
Отруйні гази: оксид вуглецю (II), сірководень, ціаністий водень та ін.
Отруйні алкалоїди: всього 12 (нікотин, норнікотин, нікотирин, нікотеїн, нікотимін та ін.).
Нікотин є однією з найсильніших із відомих нам отрут, які впливають на нервову систему. При згорянні сигарети він руйнується тільки частково, приблизно на 25 %. Вміст нікотину в диму головного струменю сигарети від 0,4 до 3мг — лише 20 % від загальної кількості нікотину в сигареті. В недопалку залишається близько 5 %, а інші 50 % потрапляють в повітря в приміщенні, де курять.
Фізична та психологічна залежність від нікотину розвивається набагато швидше, ніж від алкоголю.

### Чому курці кашляють?
Головною причиною виникнення і розвитку «тютюнового» кашлю стають краплі дьогтю, що осіли в легенях. Речовини, що містяться в тютюновому димі викликають запалення епітелію, що покривають дихальні шляхи, це призводить до підвищеного виділення секреції та слизу, що зв'язаний з виділенням мокроти при кашлі.

### Чи здорове серце в курця?
Масове розповсюдження куріння є однією з головних причин широкого розповсюдження серцево-судинних захворювань. Доведено, що в курців на відміну від некурців в 2-3 рази частіше розвивається інфаркт та передінфарктний стан, стенокардія та інші захворювання серця. При цьому смертність, викликана цими захворюваннями, в курців набагато вища. Життя курців на 4,6-8,3 роки менше, ніж у не курців, причому скорочення тривалості життя залежить від того, в якому віці людина почала палити.
Доведено, що понад 50 % всіх захворювань, що є причиною смерті курців, припадає на долю серцево-судинних захворювань.

### Чому виразка віддає перевагу курцям?
Більше 80 % хворих, що страждають хронічним захворюванням шлунку та дванадцятипалої кишки, є курцями[джерело?]. Це захворювання найчастіше зустрічається у запеклих курців. Доведено, що куріння негативно впливає і на процес лікування виразки.

### Обличчя курця
Термін «обличчя курця» вперше з'являється в науковому журналі 1985 року. Справа в тому, що у 48 % курців і 8 % тих, хто палив в минулому шкіра має блідо-сірий колір та вираженіші зморшки, але таких змін не помічено у некурящих людей — у курців еластин (білок, що відповідає за еластичність та відновлення тканин) стає щільнішим та фрагментованим.

### Куріння, стать та покоління
Глобальна боротьба з курінням на державному рівні у багатьох країнах призвела до зменшення курців на 27,5 % серед чоловіків та на 37,7% - серед жінок на 2019 рік порівняно з 1990 роком, але кількість курців серед молоді та серед жінок продовжує збільшуватись (в 2019 році становила 1,1 млрд.). Разом з цим підвищується ризик виникнення хвороби не тільки у самих курців, але й в майбутнього покоління. Куріння завдає великої шкоди всім, але особливо молодому поколінню, організм яких знаходиться в процесі статевого дозрівання, тому куріння може негативно вплинути на їх потомство. Куріння є не лише особистою проблемою кожної людини окремо, але й гострою соціальною проблемою, з якою пов'язане майбутнє всього людства.

## Боротьба з палінням
Основна стаття: Боротьба з тютюнопалінням

### Історія
У допетровській Росії тютюн вважався «диявольським зіллям», а куріння каралося вириванням ніздрів. У новий час перше систематичне дослідження впливу тютюну на здоров'я було проведене в Третьому Рейху. Там же була вперше розгорнена державна програма боротьби з курінням.

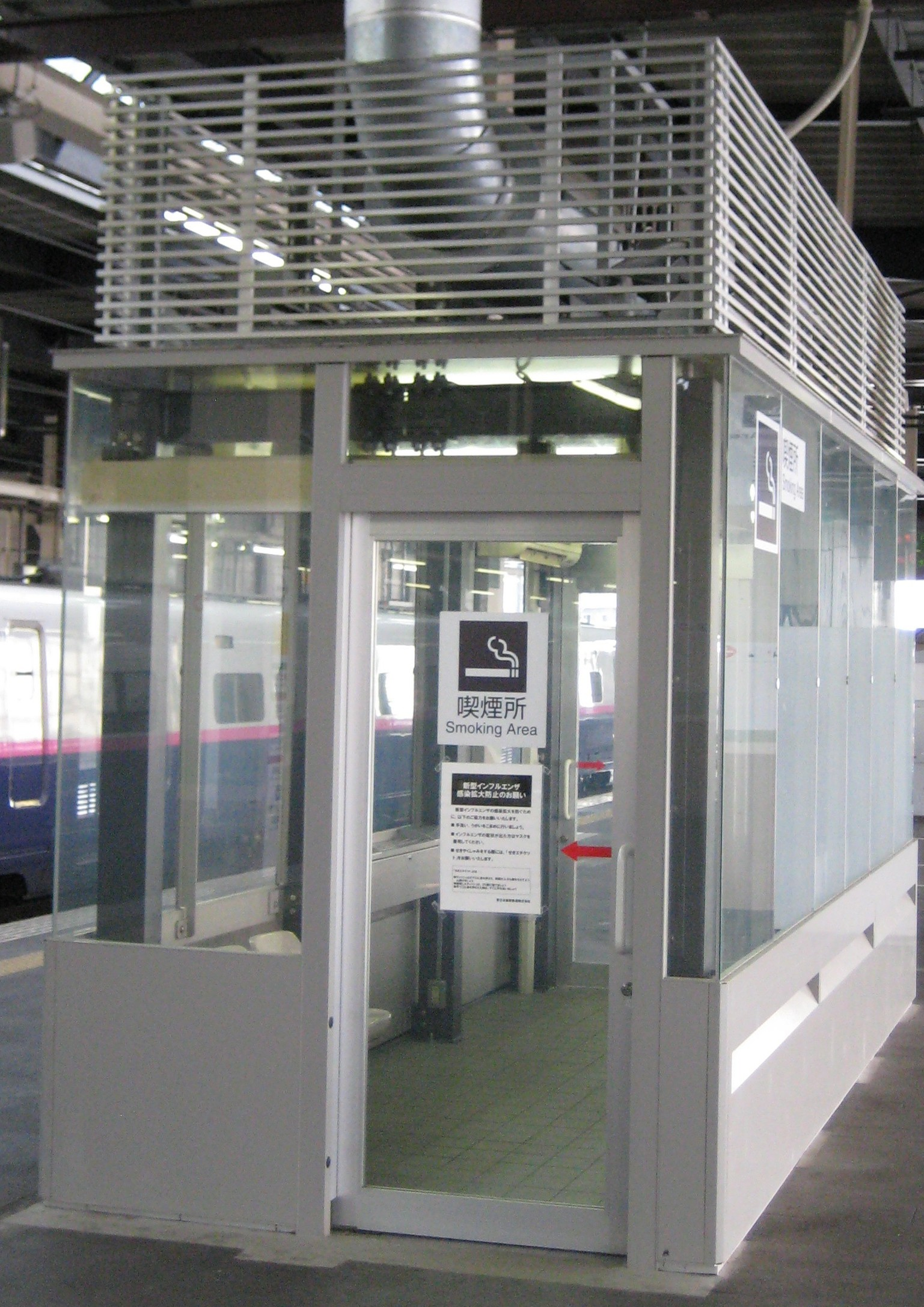
Закрите приміщення для курців на залізничній станції в Японії. Має окрему систему вентиляції

### Деякі дослідження
Існує ряд міфів про користь паління, які широко були поширені в першій половині 20 століття і які пропагували власне тютюнові компанії до появи ґрунтовних медичних досліджень. Ряд таких міфів побутує досі, попри наявність кричущих медичних фактів про шкідливі наслідки тютюнопаління.
Доктор Харві Чековей з Вашингтонського університету з'ясував, що в курців ризик виникнення хвороби Паркінсона вдвічі нижче, ніж у некурців. Подібні дані отримані й відносно хвороби Альцгеймера, темпи розвитку якої сповільнює побічний продукт розпаду нікотину — норнікотин. Також є певні докази, що нікотин компенсує дефекти мозкової діяльності при шизофренії, проте існують сумніви щодо цього. Водночас 88 % американців, що страждають цим захворюванням, курять, причому дуже багато: у буквальному значенні цього слова одну сигарету за іншою.
Нікотин можливо корисний для лікування алергійних захворюваннях. Діючи як м'який антидепресант, він охороняє курців від алергічного альвеоліту («легеня фермера» й «легеня голуб'ятника»), сінної лихоманки й кропивниці, полегшує плин виразкового стоматиту й виразкового коліту . Та й запальні захворювання шкіри обходять курців стороною.
У їхньому середовищі набагато рідше зустрічається герпес. Діючи аналогічно медіатору нервової системи ацетилхоліну, нікотин придушує продукцію специфічного білка й перешкоджає виникненню сепсису, запевняють американські вчені[джерело не вказане 4868 днів].
Все це, втім, не означає, що можна спокійно курити далі. «Згадані сприятливі чинники не можуть виправдати тютюнокуріння, оскільки потенційна шкода значно перевищує користь», — пише доктор Барон.
Надзвичайно шкідливе куріння для хворих на ішемічну хворобу серця. Одною з причин є те, що при курінні звужуються артерії і гіршає кровотік. До серця поступає менше кисню і поживних речовин, утруднюється видалення продуктів метаболізму. Іншою причиною є те, що оксид вуглецю з сигаретного диму проникаючи в кров, зв'язується з гемоглобіном, замінюючи кисень. Третя причина — нікотин та інші речовини тютюнового диму знижують скорочення міокарда, зменшуючи кровотік і постачання кисню та інших поживних речовин всіх органів, в тому числі міокарда. В результаті переносимість фізичного навантаження знижується — приступи стенокардії виникають при менш інтенсивному і тривалому фізичному навантаженні. При чому для таких хворих шкідливим є навіть пасивне куріння.

### В Україні
13 березня 2012 року в Україні було остаточно схвалено закон про повну заборону реклами сигарет. Заборона стосується не тільки реклами, а й будь-яких способів стимулювання продажів тютюнових виробів. Закон набрав чинності 17 вересня 2012 року.
З 4 жовтня 2012 року на упаковках сигарет в Україні розпочали друкувати фотоілюстрації із попередженням про хвороби, які можуть бути викликані тютюнопалінням.
Опісля 2015-го збут тютюнових виробів, протягом тривалого часу, був предметом податкових здирств держави щодо населення[ненейтрально] шляхом постійного підвищення акцизів, що призводило до збільшення контрабанди.
Від 11 липня 2022 року в Україні тютюнопаління в громадських місцях, разом з іншими видами паління, заборонено.

## Методи споживання
- Сигари
- Сигарети
- Цигарки
- Біді
- Кальян
- Кретек
- Пасивне куріння
- Люлька